# Apoptygma Berzerk
Apoptygma Berzerk (або скороченно APB чи APOP) — норвезький музичний колектив, який здобув популярність у 90-х роках, виконуючи музику у стилях EBM та futurepop. У 2000-х вони суттєво змінили своє звучання, переключившись на альтернативний рок.
Фронтмен та засновник Apoptygma Berzerk Стефан Грот — є єдиним постійним членом гурту. За двадцять років існування APOP, крізь колектив пройшло більше десятка музикантів.

## Історія
Гурт був заснований Стефаном Гротом та Йоном Еріком Мартінсеном у 1989 році. Одна з пісень, яку вони написали разом, «Ashes To Ashes», згодом буде випущена як 12-дюймовий сингл на норвезькому лейблі Tatra Productions у 1991 році. Мартінсен покинув гурт через творчі розбіжності. Назва «Apoptygma Berzerk» не має особливого значення; фронтмен і учасник-засновник Стефан Грот стверджує, що вона була випадково вибрана зі словника (перше слово походить від давньогрецького слова ἀπόπτυγμα, що означає «шматок туніки»).

## Музиканти
Поточний склад
- Стефан Грот Stephan Groth — вокаліст
- Томас Якобсен Thomas Jakobsen — клавішник
- Брендон Сміт Brandon Smith — клавішник

## Дискографія
- Soli Deo Gloria (1993)
- 7 (1996)
- Welcome to Earth (2000)
- Harmonizer (2002)
- You and Me Against the World (2005)
- Rocket Science (2009)
- Exit Popularity Contest (2016)
- SDGXXV (2019)